# Brachypelma sabulosum
Brachypelma sabulosum là một loài nhện trong họ Theraphosidae.